# Libhošť
Libhošť (en allemand : Liebisch) est une commune du district de Nový Jičín, dans la région de Moravie-Silésie, en République tchèque. Sa population s'élevait à 1 730 habitants en 2021.

## Géographie
Libhošť se trouve à 6 km au nord-est de Nový Jičín, à 26 km au sud-ouest d'Ostrava et à 266 km à l'est-sud-est de Prague.
La commune est limitée par Bartošovice au nord, par Sedlnice au nord-est et à l'est, par Závišice au sud-est, par Rybí au sud-ouest, et par Šenov u Nového Jičína à l'ouest.

## Histoire
La première mention écrite de la localité date de 1411. En 1994, Libhošť, qui formait un quartier de la ville de Nový Jičín, perdit la continuité territoriale avec le reste de la commune en raison de la création de la commune de Šenov u Nového Jičína, auparavant un quartier de Nový Jičín. Le 11 avril 2010, un référendum local approuva la sécession de Libhošť et sa constitution en commune à partir du 1er janvier 2011.

## Transports
Par la route, Libhošť se trouve à 5 km de Nový Jičín, à 36 km d'Ostrava et à 329 km de Prague.